# Jugoslávie na Letních olympijských hrách 1936
Jugoslávii na Letních olympijských hrách 1936 v německém Berlíně reprezentovalo 93 sportovců, z toho 78 mužů a 15 žen ve 13 sportech.

## Medailisté
| Medaile | Jméno        | Sport                | Disciplína |
| ------- | ------------ | -------------------- | ---------- |
| Stříbro | Leon Štukelj | Sportovní gymnastika | Muži kruhy |